# ノースロップ・グラマン Tern

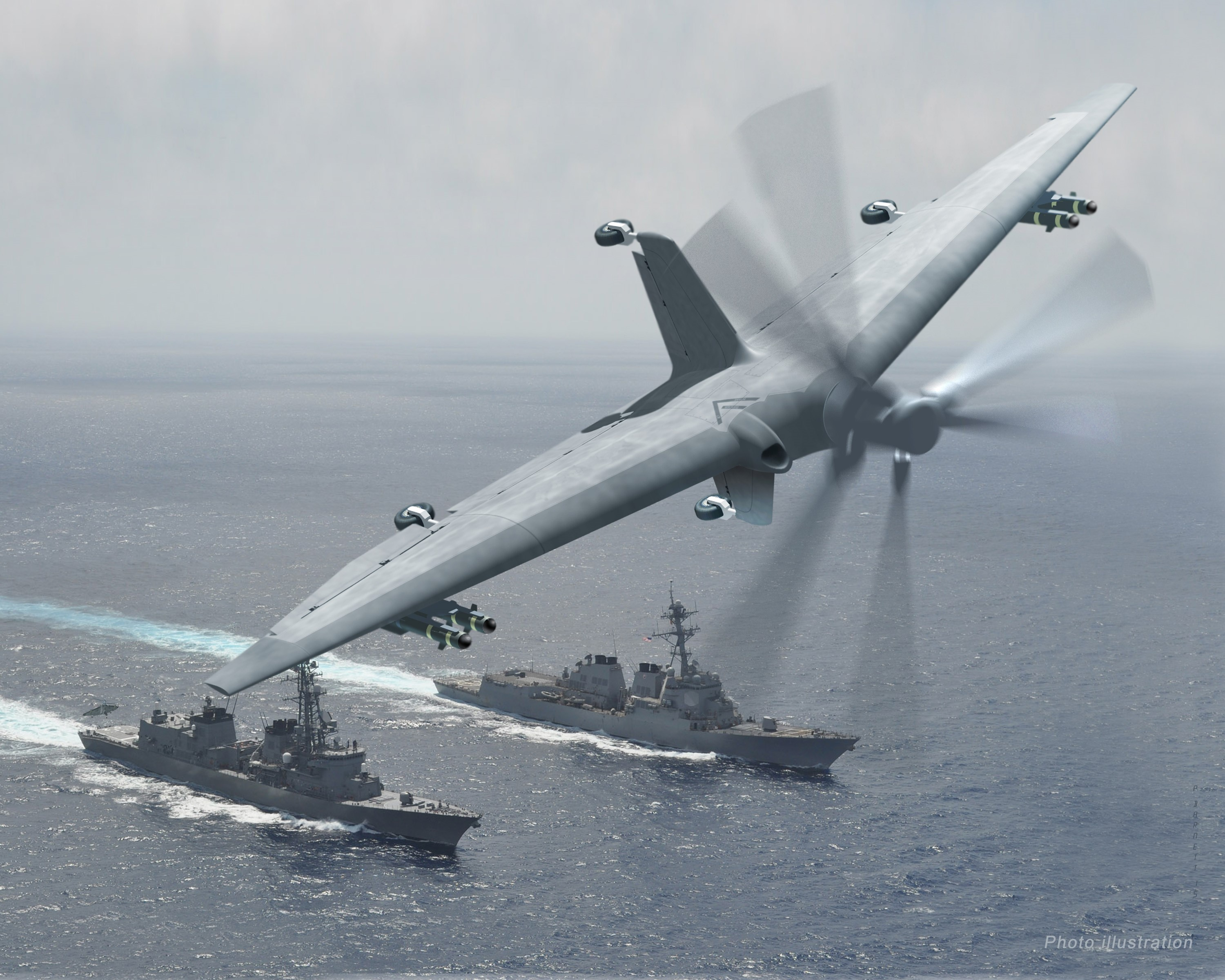
想像図

Tactically Exploited Reconnaissance Node (TERN)は国防高等研究計画局(DARPA)とアメリカ海軍の海軍研究局(ONR)による特別に設計された無人航空機システム（UAS）のための移動式打ち上げおよび回収サイトで駆逐艦やフリゲート艦などの前方展開型小甲板艦船の有効性を大幅に高めることを目指す戦術的探査偵察基地(TERN)のための共同プログラムである。 これらの機体は、戦闘攻撃を行うために600ポンドの兵器を運搬する予定。

## 歴史
ノースロップ・グラマンは2015年に前頭部に同軸反転式プロペラを備えるテールシッター全翼機の開発契約を受注した。